# ولیکا پلنینا
ولیکا پلنینا (به لاتین: Velika Planina) یک منطقهٔ مسکونی در اسلوونی است که در Kamnik Municipality واقع شده‌است.

## خصوصیات
ولیکا پلنینا ۵٫۶۱ کیلومترمربع مساحت و ۳ نفر جمعیت دارد و ۱٬۶۱۱٫۳ متر بالاتر از سطح دریا واقع شده‌است.

## نگارخانه

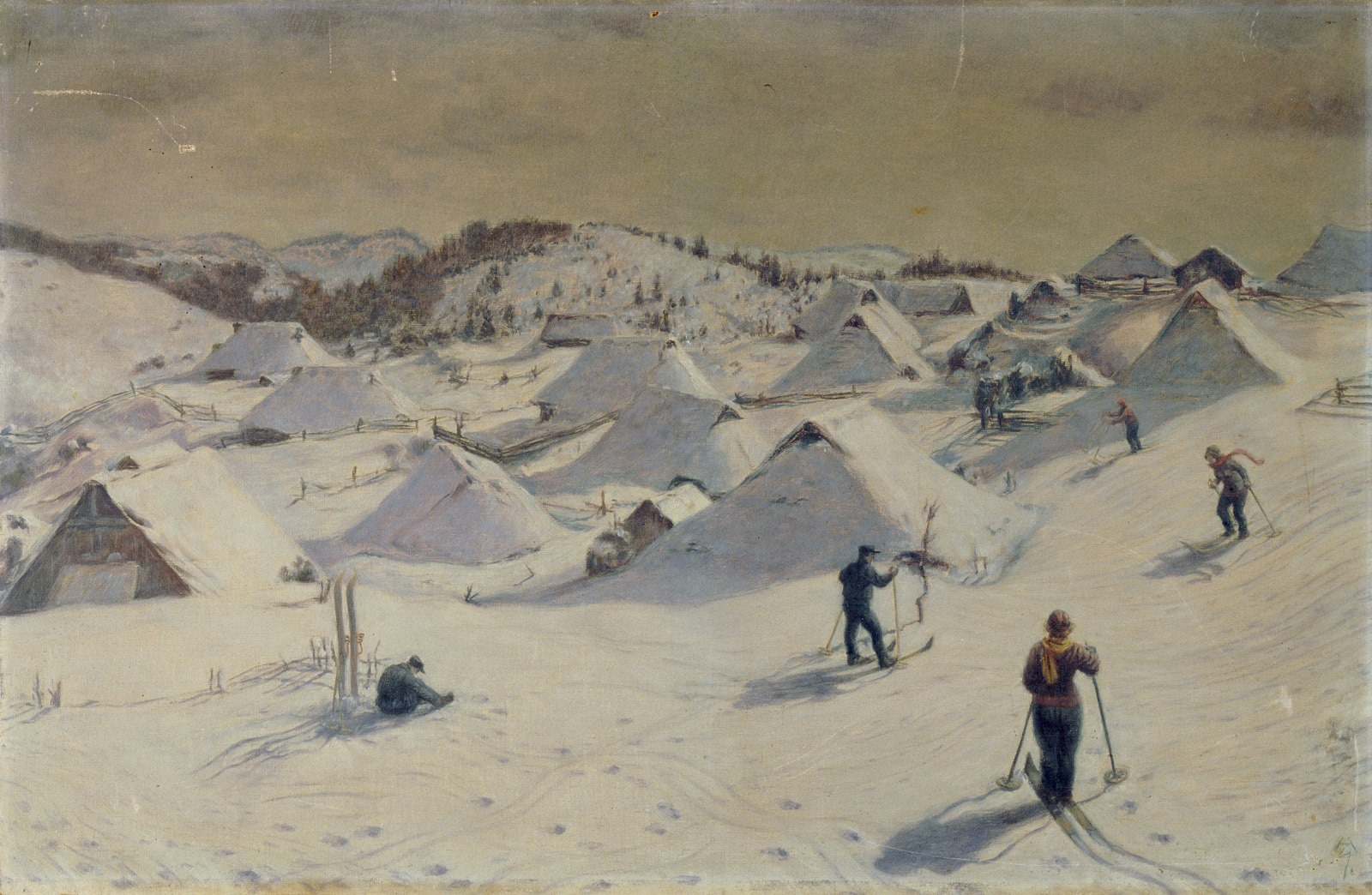
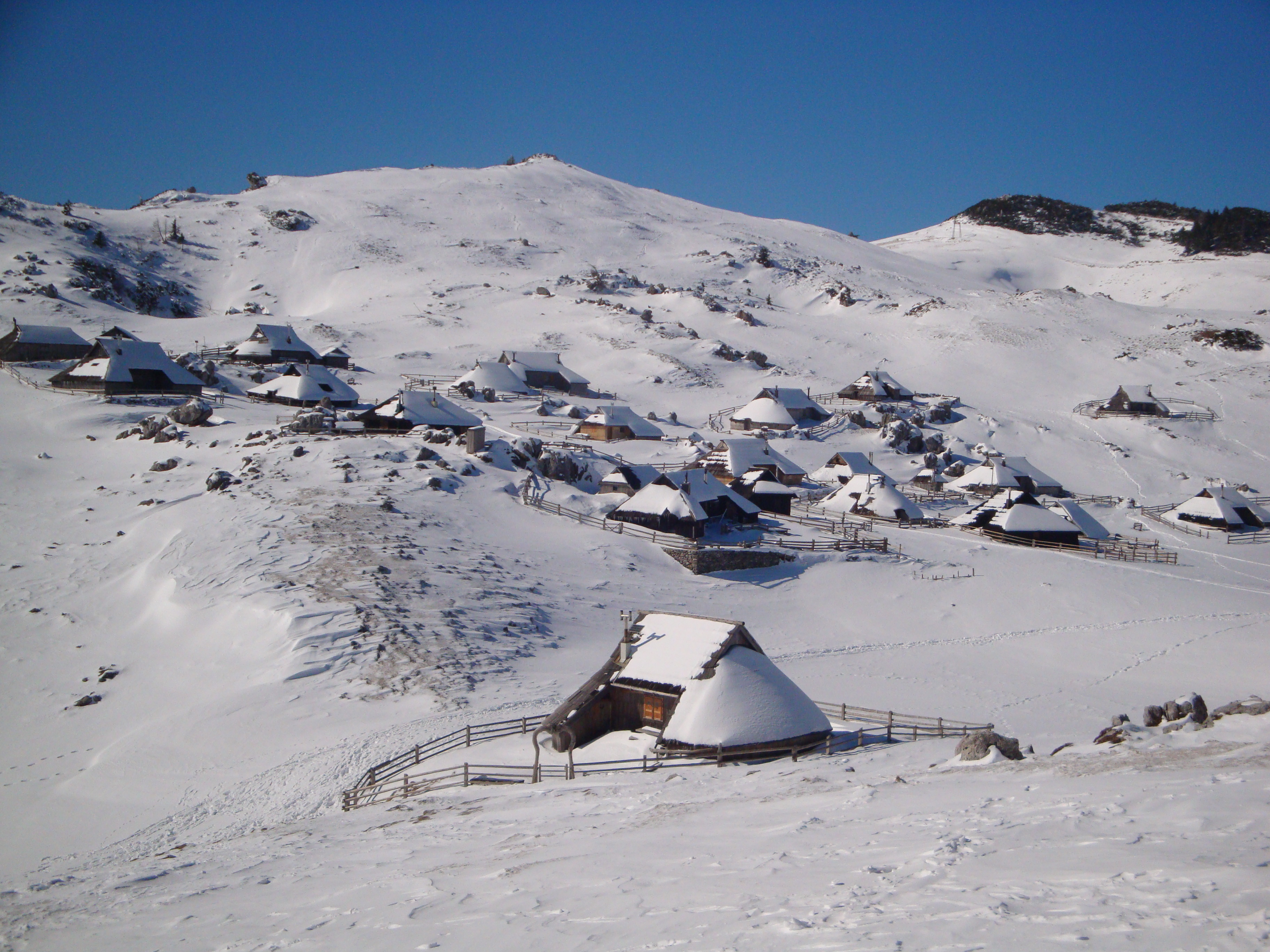
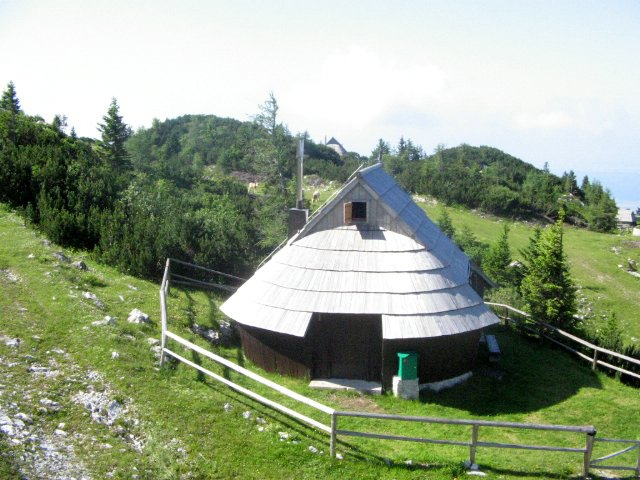